# Dionisio Gómez
Dionisio Alberto Gómez Camargo (Panama, 7 aprile 1980) è un ex cestista e allenatore di pallacanestro panamense.

## Carriera
Una volta terminata l'esperienza in NCAA inizia la sua carriera da professionista negli Stati Uniti ai Texas Rim Rockers. Dopo pochi mesi approda in Messico e Cile per poi approdare in Argentina disputando 132 gare nella massima serie. Una fugace esperienza in Spagna al Club Baloncesto Qalat anticipa il suo ritorno in Argentina chiudendo poi la carriera in Giappone allo Shiga Lakestars.
Con Panama ha disputato i Campionati mondiali del 2006.

## Palmarès

### Giocatore
- Liga Sudamericana (II): 1

Quimsa: 2009
- Copa Argentina de Básquet: 1

Quimsa: 2009